# Nāḩiyat Markaz Muḩradah
Nāḩiyat Markaz Muḩradah (arabiska: ناحية محردة, ناحية مركز محردة) är ett subdistrikt i Syrien.   Det ligger i provinsen Hamah, i den centrala delen av landet, 190 km norr om huvudstaden Damaskus.
Trakten runt Nāḩiyat Markaz Muḩradah består till största delen av jordbruksmark. Runt Nāḩiyat Markaz Muḩradah är det tätbefolkat, med 383 invånare per kvadratkilometer.